# Live. Love. ASAP
Live. Love. ASAP (reso graficamente LIVE.LOVE.A$AP) è il mixtape di debutto del rapper statunitense ASAP Rocky, pubblicato il 31 ottobre 2011 attraverso le etichette discografiche Polo Grounds Music e RCA Records.

## Antefatti
Durante il mese di maggio del 2011, ASAP Rocky ha deciso di smettere di vendere sostanze stupefacenti per concentrarsi a tempo pieno sulla sua carriera musicale. Ha reso disponibile il video musicale del suo brano Purple Swag durante luglio dello stesso anno, attirando le attenzioni di varie etichette discografiche nonostante il feedback negativo ricevuto nella sua città, New York, a causa della divergenza dallo stile tipico di rap della città per favorire un sound influenzato dalla scena di altre zone del paese. In particolare ha espresso interesse a firmare Rocky la Polo Grounds Music, etichetta distribuita dalla RCA Records la cui carica di presidente era ricoperta da Bryan Leach, nativo di Harlem come Rocky, ma nonostante il forte interesse il rapper ha deciso di rifiutare qualsiasi offerta e continuare indipendentemente.
Nel mese successivo, Rocky ha reso disponibile il video del suo singolo Peso dopo che era trapelato in rete; il brano ha ricevuto un discreto successo, venendo anche mandato in onda sulla stazione radiofonica newyorchese Hot 97 e facendo guadagnare a Rocky il rispetto della scena della sua città nativa. Esprimendosi sulla questione, Rocky ha affermato: "Mi fa piangere dalla gioia vedere i nativi di New York darmi credito per la mia musica perché New York è testarda e arrogante". Successivamente, in seguito a un'asta fra le case discografiche, il 14 ottobre 2011 Rocky ha firmato un contratto con la Polo Grounds e la RCA dal valore di tre milioni di dollari, dei quali 1 700 000 sarebbero stati investiti nella sua carriera da solista e 1 300 000 sarebbero stati usati per fondare la sua azienda ASAP Worldwide. Rocky ha affermato di avere ottenuto una "piattaforma più estesa" per lui e il suo collettivo firmando il contratto. Il contratto sarebbe stato valido per il suo album in studio, mentre il mixtape sarebbe stato pubblicato attraverso la RED Distribution.

### Registrazione
Il mixtape è stato registrato interamente agli Ishlab Music Studios nel quartiere DUMBO a Brooklyn, New York e dell'ingegneria acustica si sono occupati Daniel Lynas e Frans Mernick, i due ingegneri del suono primari dello studio. Diversi dei produttori inclusi nella realizzazione del progetto erano affiliati alla ASAP Mob, collettivo del quale fa parte anche Rocky nato nel 2007 a New York, del quale alcuni membri sono anche apparsi nell'album come featuring. In particolare hanno lavorato con Rocky per il mixtape in qualità di produttori ASAP Ty Beats, Clams Casino e SpaceGhostPurrp.

## Descrizione

### Stile musicale
Il mixtape si discosta dallo stile tipico di rap newyorchese e incorpora caratteristiche di numerose scene hip hop nel Midwest e nella zona meridionale, venendo influenzato in particolare dallo stile di produzione del rap di Houston; infatti Rocky crescendo ascoltava diversi artisti di Houston, come i Geto Boys, gli UGK, Mike Jones, Paul Wall e Slim Thug. Altre influenze includono le scene di Cleveland, New Orleans e Atlanta e artisti come i Bone Thugs-n-Harmony, Hope Sandoval, CeeLo Green e gli MGMT. La molteplicità di influenza attribuiscono al mixtape sonorità definite "languide ma futuristiche"; la produzione è "frammentata, cupa e atmosferica" e presenta campionamenti vocali downbeat, percussioni basiche e sintetizzatori ambient e ipnotici, con beat "lenti in mid-tempo e nebbiosi". La maggior parte dei brani sono caratterizzati da ritornelli costituiti da campioni vocali chopped and screwed, una tecnica di produzione originaria di Houston che consiste nel rallentare e distorcere la voce che canta. Il mixtape è ampiamente considerato come uno dei progetti pioneri del cloud rap, un sottogenere dell'hip hop costituito da queste caratteristiche.

## Tracce
1. Palace – 2:42
2. Peso – 2:47
3. Bass – 3:17
4. Wassup – 2:38
5. Brand New Guy (feat. Schoolboy Q) – 4:48
6. Purple Swag: Chapter 2 (feat. SpaceGhostPurrp e ASAP Nast) – 2:47
7. Get Lit (feat. Fat Tony) – 2:58
8. Trilla (feat. ASAP Twelvy e ASAP Nast) – 4:04
9. Keep It G (feat. Chace Infinite e SpaceGhostPurrp) – 3:49
10. Kissin' Pink (feat. ASAP Ferg) – 3:31
11. Houston Old Head – 4:18
12. Acid Drip – 2:43 (Mayers, Rhouat) – Soufien3000
13. Leaf (feat. Main Attrakionz) – 4:52
14. Roll One Up – 2:39
15. Demons – 3:00
16. Out of This World – 2:48

## Classifiche
| Classifica (2021) | Posizione massima |
| ----------------- | ----------------- |
| Belgio (Fiandre)  | 77                |
| Belgio (Vallonia) | 185               |
| Canada            | 45                |
| Danimarca         | 39                |
| Finlandia         | 32                |
| Francia           | 133               |
| Islanda           | 17                |
| Norvegia          | 15                |
| Nuova Zelanda     | 21                |
| Paesi Bassi       | 52                |
| Stati Uniti       | 43                |
| Svizzera          | 31                |